# Билскирнир
„Билскирнир“ (Bilskirnir) е музикална група от Германия в стил езически блекметъл и националсоциалистически блекметъл (НСБМ).

## История
Групата е основана през 1996 г. от Маркус Хартман – Видар като самостоятелен проект в град Ремаген, в северната част на провинция Рейнланд-Пфалц. Билскирнир е име на един от дванадесетте дворци на Асгард и резиденция на бог Тор от скандинавската митология. Маркус Хартман основава няколко езически блекметъл проекта, включително – Crucifixion Wounds, Evil, Ødelegger.
За първи път постига известност на германската НСБМ сцена през 1998 г., когато групата е представена във фензина Black Metal Almanach под влияние на немската група Absurd. На тази среща Маркус Хартман се определя като националист, патриот и против християнската религия.
През 2001 г. групата пуска демо версията Feuerzauber, кавър версия на Allvater Wotan на берлинската рок група Ландзер.